# 南京国际博览中心

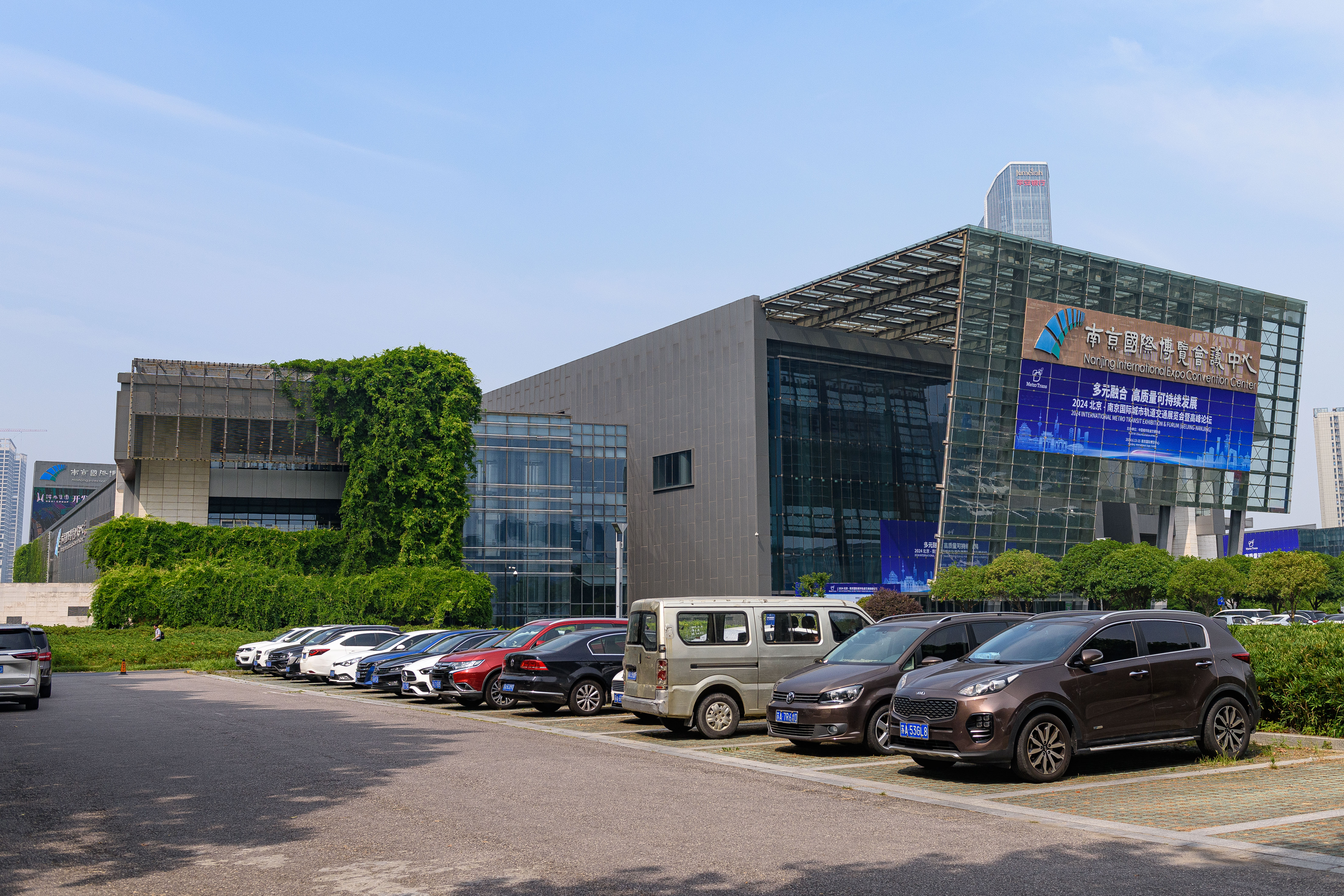
南京国际博览中心

南京国际博览中心，（英文：Nanjing International Expo Centre)，坐落于南京河西新城的中心位置，由南京市河西新城区国有资产经营控股（集团）有限责任公司投资兴建，是美国TVS公司集合中西方建筑设计精髓之力作。博览中心拥有展览和会议两大功能，分为展馆、会议中心和配套服务设施三个部分，总占地54公顷。一期工程2008年11月3日投入使用。

## 历史
南京国际博览中心总展览面积17万平方米，总国际标准展位6000个，室外展览面积3万平方米，停车位2500个。会议中心包括5000平方米的多功能厅，800人报告厅，20间大小会议室，19间各式餐厅和一幢500间客房的4星级国际酒店。其他配套设施包括240间客房的经济型酒店，办公服务设施，停车场等。
南京国际博览中心毗邻新城CBD和中央公园，地铁二、十号线交汇处；紧临扬子江大道、江东中路、应天大街等城市主干道，有多条公交线路通过；通过城市快速干道直接与南京火车站、长途汽车站、南京长江大桥、长江三桥、长江五桥、应天大街隧道、定淮门隧道、及长江航运码头南京港对接，距南京新生圩万吨级港口、禄口国际机场高速公路、沪蓉高速公路均为30分钟路程。

## 主要活动
- 2012中国南京国际旅游度假展览会（2012年2月24日-26日）
- 2012春季西祠网友婚庆博览会（2012年3月10日-11日）
- 2012中国（南京）春季房地产商品交易会（2012年4月5日-8日）
- CCMT2012第七届中国数控机床展览会（2012年4月16日-20日）
- 第七届跨国零售集团采购会暨中国采购商大会（2012年5月10日-11日）
- 2012中国国际船舶工业博览会（2012年5月23日-25日）
- 第五届中国国际服务外包合作大会
- 2012第七届亚洲户外展（2012年7月26日-29日）
- 2012南京台湾名品交易会
- 2012第八届软博会
- 2012第五届中国（南京）国际汽车博览会（2012年10月1日-5日）
- 2012中国（南京）国际金属加工展览会（2012年10月15日-17日）
- 2024第十四届南京国际度假房车展（2024年9月20日-22日）

## 交通
- 南京地鐵2號線、10号线：元通站步行15分钟
- 85路，92路 ：雨润大街步行15分钟
- 场内摆渡巴士
- 场内电瓶车

## 地址
南京市江东中路300号